# 有吉佐和子
有吉佐和子（有吉佐和子，1931年1月20日—1984年8月30日）是一位日本小說家。

## 生平
1931年出生於日本和歌山縣和歌山市。1952年毕业于东京女子大学。1956年发表小说《地歌》，自此登上文坛。1967年发表《华冈青洲之妻》，获女作家文学奖。1972年出版《恍惚的人》，半年销售150万册。1984年因心脏病发作逝世。